# James Connor
James „Jimmy” Connor (Clayton, Melbourne, Victoria állam, 1995. május 5. –) ausztrál műugró.

## Élete

### Sporttevékenysége
2003-ban, 8 évesen kezdett el műugrással foglalkozni a Ringwood Aquatic Centre-ben, a Gannets Diving Club színeiben. Első edzője Luke Aitken, 2010-től pedig Csen Hsziang-ning. 2009-ben hazai pályán, az ausztrál Junior Műugró Elit Bajnokságon szerzett aranyérmet 1 és 3 méterem, ezüstérmet 10 méteren és bronzérmet a 3 méteres szinkronugrásban. Ugyan ebben az évben, a Sheffieldben zajló brit Junior Műugró Elit Bajnokság 10 méteres toronyugrásának döntőjében aranyérmet, 3 méteren pedig ezüstérmet szerzett, míg szinkronban a 6. helyen zárt.
Első igazi nagy megmérettetése a 2010-es Nemzetközösségi Játékokon volt, ahol a 10 méteres toronyugrás 11 fős mezőnyében a 9. helyen végzett. 2010 őszén, az arizonai junior világbajnokságon, a 14-15 évesek korcsoportjában 4. helyen zárt mind 1 méteren, mind pedig 3 méteren, ugyanakkor a 10 méteres toronyugrás fináléjában az 5. helyett harcolta ki magának.
2011-ben, az ausztrál műugró bajnokságot figyelemre méltó eredményekkel fejezte be. Aranyérmet szerzett csapattársával, Ethan Warrennel a 10 m szinkron fináléjában, begyűjtötte a második helyett 3 méter szinkronban és egy harmadik helyezést a 3 méteres műugrás döntőjében. A sanghaji úszó-világbajnokság férfi 10 méteres toronyugrásának selejtezőjében 356,60 pontot szerzett, és ezzel összesítésben a 26. helyen fejezte be a tornát. A 2012-es londoni olimpia sem hozott kellő sikert számára, mivel a 10 méteres toronyugrás 32 fős mezőnyében a 20. helyen végzett.
A 2015-ös kazáni úszó-világbajnokságon négy számban mérettette meg magát, melyből három számban bekerült a döntősök közé – 3 méteren, a 3 méteres szinkronban Grant Nellel és szinkron toronyban Domonic Bedggooddal –, toronyugrásban viszont épphogy lecsúszott róla, mivel 427,75 pontja csak a 13. helyre volt elég.
A 2016-os riói kvalifikációs világkupán 3 méteren a 18. helyet sikerült megszereznie, míg szinkronban és torony szinkronban egyaránt a 9. helyen zárt (az előbbiben Grant Nellel, az utóbbiban pedig Domonic Bedggooddal). A riói nyári olimpia egyéni toronyugrásának elődöntőjében (419,10-es ponttal) a 15. helyen végzett, s ezzel lecsúszott a döntőről.

## Eredmények
| Sportesemény                                        | Versenyszámok | Versenyszámok | Versenyszámok | Versenyszámok | Versenyszámok |
| Sportesemény                                        | 1 m           | 3 m           | 3 m szinkron  | 10 m torony   | 10 m szinkron |
| --------------------------------------------------- | ------------- | ------------- | ------------- | ------------- | ------------- |
| 2009-es ausztrál Junior Műugró Elit Bajnokság       |               |               | –             |               |               |
| 2009-es brit Junior Műugró Elit Bajnokság           | –             |               | 6.            |               | –             |
|                                                     |               |               |               |               |               |
| 2010-es ausztrál műugró Open                        | –             | 8.            | 4.            |               | –             |
| 2010-es ausztrál Junior Műugró Elit Bajnokság       |               | –             |               |               | –             |
| 2010-es Nemzetközösségi Játékok, Delhi              | –             | –             | –             | 9.            | –             |
| 2010-es junior műugró-világbajnokság, Tucson        | 4.            | 4.            | –             | 5.            | –             |
|                                                     |               |               |               |               |               |
| 2011-es ausztrál műugró bajnokság                   | 4.            |               |               | 4.            |               |
| 2011-es kanadai műugró-Grand Prix, Montreal         | –             | –             | –             | 15.           | –             |
| 2011-es olasz műugró-Grand Prix, Bolzano            | –             | –             | –             | 8.            | –             |
| 2011-es úszó-világbajnokság, Sanghaj                | –             | –             | –             | 26.           | –             |
|                                                     |               |               |               |               |               |
| 2012-es kanadai műugró-Grand Prix, Montréal         | –             | –             | –             | 8.            | –             |
| 2012-es amerikai műugró-Grand Prix, Fort Lauderdale | –             | –             | –             | 8.            | –             |
| 2012. évi nyári olimpiai játékok, London            | –             | –             | –             | 20.           | –             |
|                                                     |               |               |               |               |               |
| 2015-ös kanadai műugró-Gran Prix, Gatineau          | –             | 8.            |               | –             | 4.            |
| 2015-ös úszó-világbajnokság, Kazán                  | –             | 11.           | 12.           | 13.           | 12.           |
|                                                     |               |               |               |               |               |
| 2016-os műugró-világkupa, Rio de Janeiro            | –             | 18.           | 9.            | –             | 9.            |
| 2016-os kanadai műugró-Gran Prix, Gatineau          | –             | 7.            | –             | –             | –             |
| 2016-os nyári olimpia, Rio de Janeiro               | –             | –             | –             | 15.           | –             |

_______
A forrás nélküli hivatkozásokat lásd itt!